# Onychomys arenicola
Onychomys arenicola és una espècie de mamífer rosegador de la família dels cricètids. Viu als Estats Units (Arizona, Nou Mèxic i Texas) i Mèxic. Els seus hàbitats naturals són les selves nebuloses i els boscos de pins i roures. És una espècie en risc mínim, és a dir, no sembla que hi hagi cap amenaça significativa per a la seva supervivència. El seu nom específic, arenicola, significa ‘arenícola’ en llatí.